# Cenacolo de Domenico Ghirlandaio (San Marco)
Pour les articles homonymes, voir Cenacolo de Domenico Ghirlandaio.
La Cène de San Marco est une fresque (400 × 810 cm) de Domenico Ghirlandaio, datable d'environ 1486 et conservée au Musée national San Marco à Florence.
La fresque décore la salle du petit réfectoire de l'ancien couvent des moines dominicains de San Marco, qui de nos jours accueille la librairie commerciale du musée.

## Histoire
La Cène de San Marco est la dernière fresque d'une série de trois cénacles peints par Ghirlandaio, les autres étant le Cénacle de la Badia di Passignano de 1476 et le Cénacle d'Ognissanti de 1480. Elle a été commandée au peintre, alors à l'apogée de sa carrière chez les frères dominicains de San Marco, pour décorer le Petit Réfectoire, où mangeaient habituellement les personnes hébergées dans le couvent, et non les moines.
On croit généralement que Domenico, à cette époque au sommet de sa popularité et recevant des commandes de toutes parts, n'a fait que préparer le dessin (avec un décor similaire au Cénacle d'Ognissanti), confiant l'essentiel de la réalisation picturale à son frère Davide et à son beau-frère Sebastiano Mainardi.

## Description

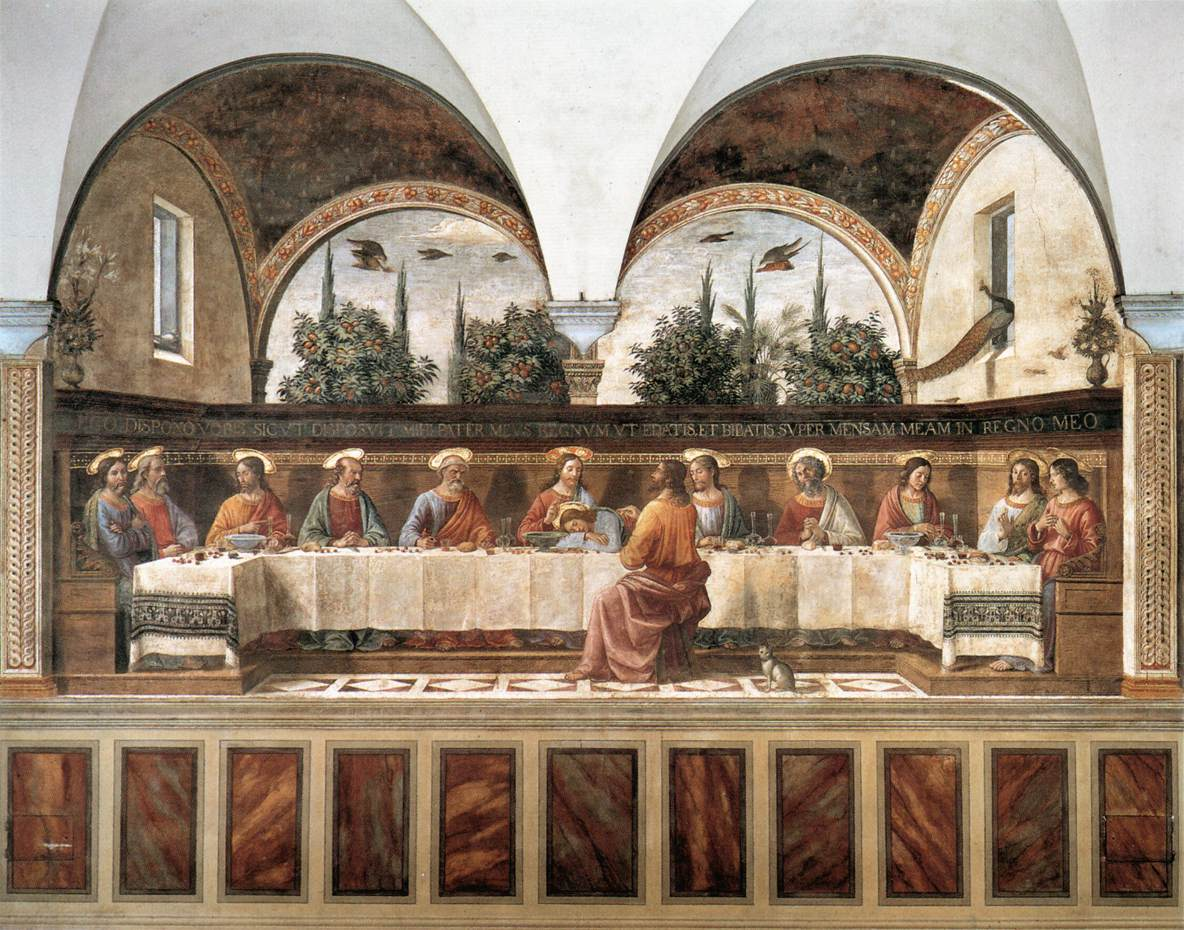
La Cène de San Marco

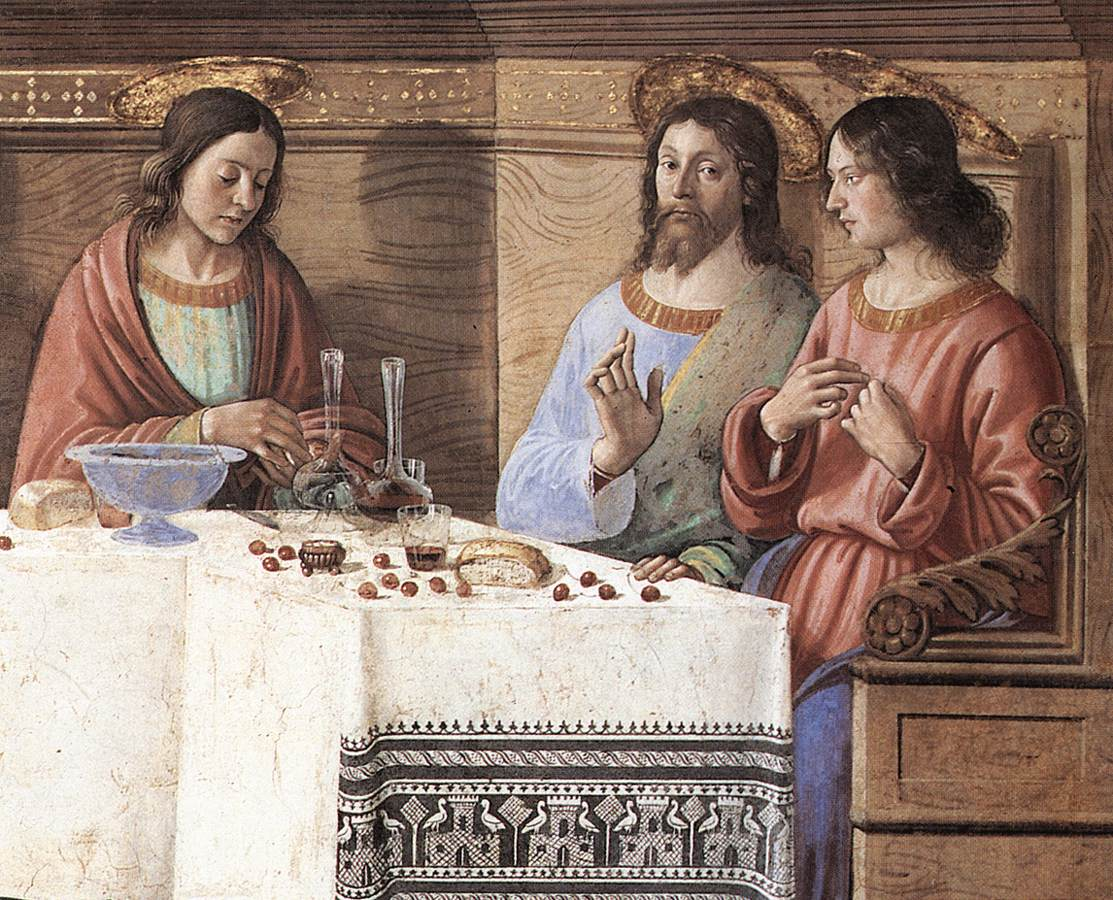
Détail

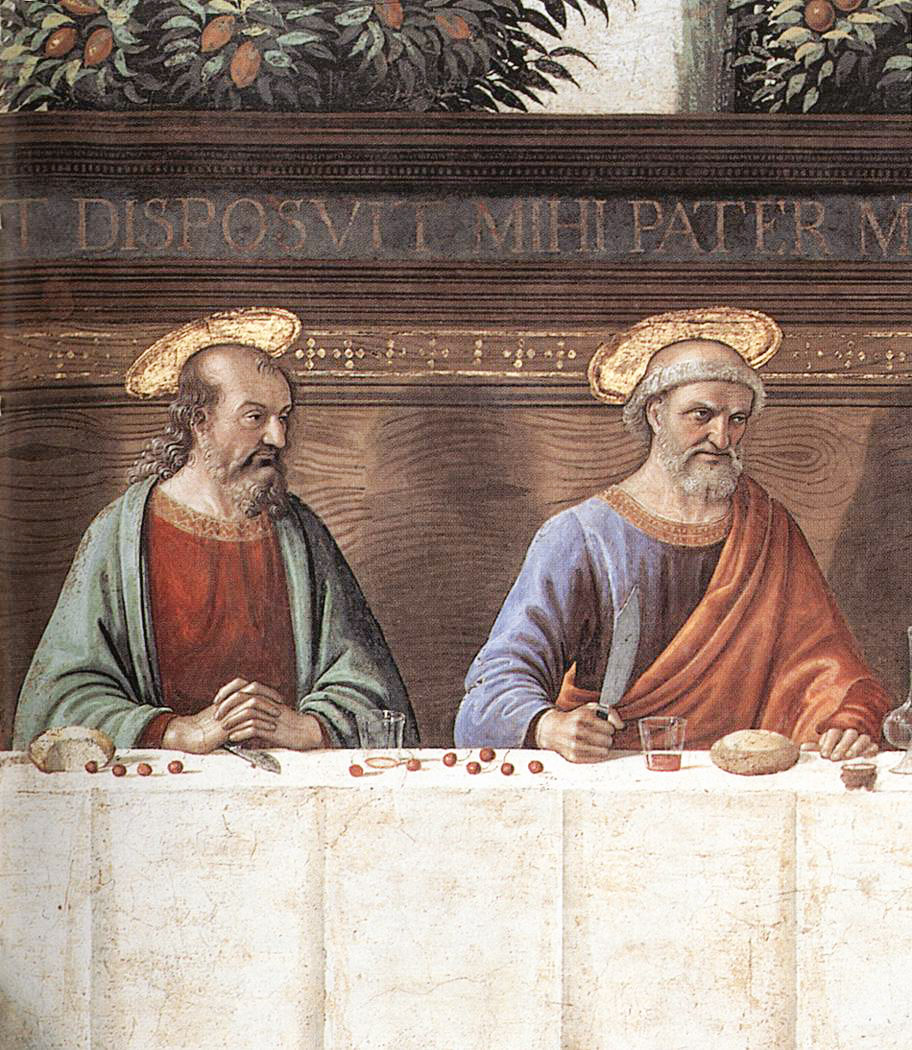
Détail

### Composition
La fresque de San Marco est de composition similaire à la Cène du même peintre au couvent Ognissanti de Florence : elle affiche, au-delà de l'assemblée des apôtres, un paysage qu'on devine au-dessus de la barrière du fond, avec ses arbres et ses oiseaux, certains invoqués en symboles (un paon à gauche...).
Ghirlandaio a fidèlement tracé la structure architecturale de la fresque du couvent d'Ognissanti, avec la table en forme de fer à cheval insérée dans une pièce au sol en damier et, en arrière-plan, l'ouverture voûtée d'une loggia donnant sur un jardin, dans l'architecture réelle de la pièce. Légèrement différente est la position des apôtres, qui occupent également les deux ailes latérales côte à côte et par paires.
Par rapport à la fresque d’Ognissanti, la représentation apparaît plus sérieuse et monumentale, avec des personnages plus posés, ce qui laisse penser que Ghirlandaio a voulu représenter l'instant suivant l'annonce de la trahison, avec Judas, toujours de dos, qui tient déjà le morceau de pain que lui offre Jésus et l'agitation des apôtres tendant à plus de calme. Judas a le bras levé dans le geste évident de tremper le morceau de pain dans l'assiette de Jésus, dérivé du récit de l'Évangile, et près d'un chat, symbole négatif, mais aussi note familière dans la pièce, comme s'il attendait un morceau de nourriture (ainsi qu'on le trouve également dans la Cène de Cosimo Rosselli dans la Chapelle Sixtine). Les accents dramatiques font défaut et le sentiment général est que la scène est empreinte de calme et de sérénité, s'attachant surtout à la véracité du détail, qui confère aux objets individuels la valeur d'une nature morte, reprenant l'exemple de l'art flamand.

### Détails

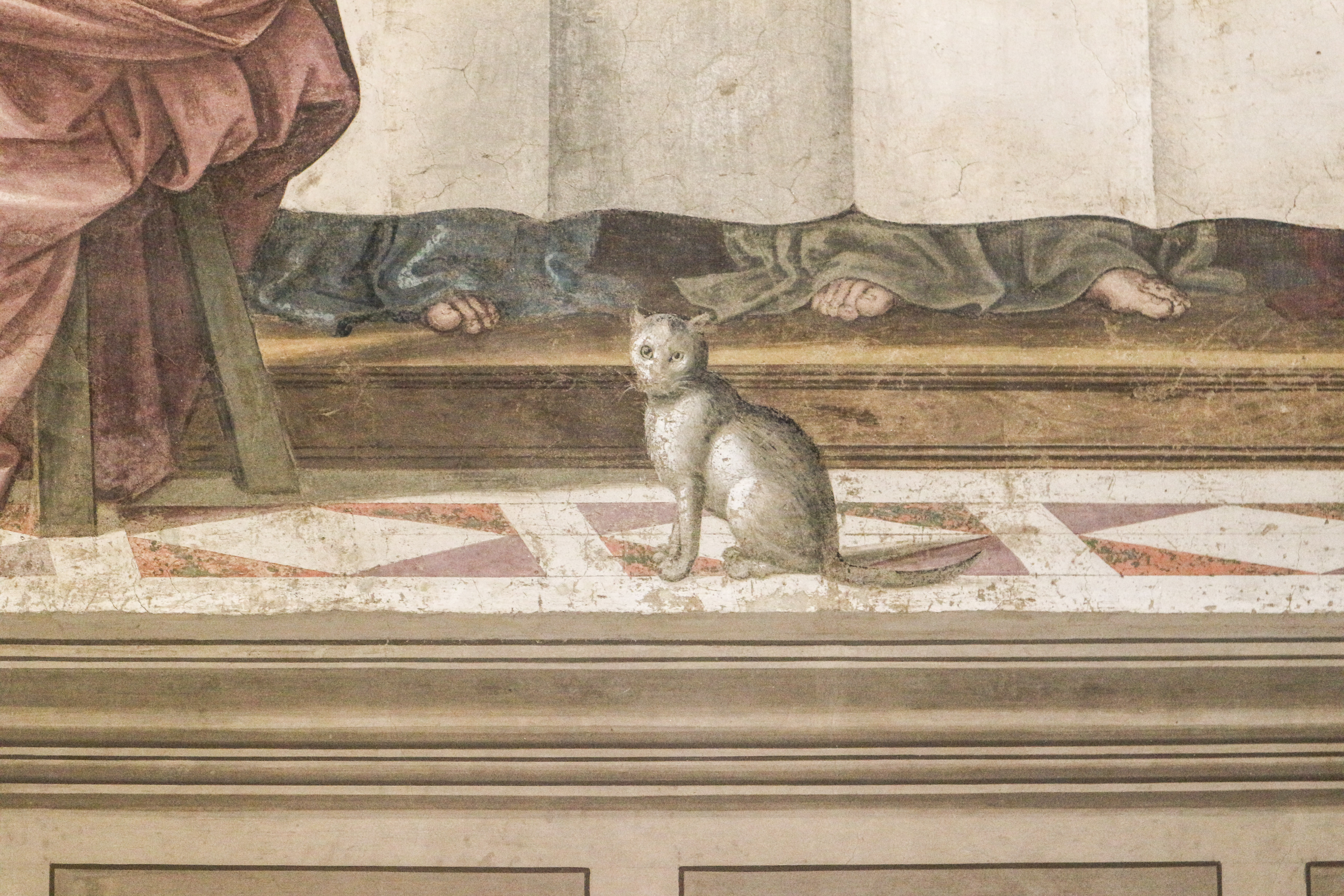
Détail du chat

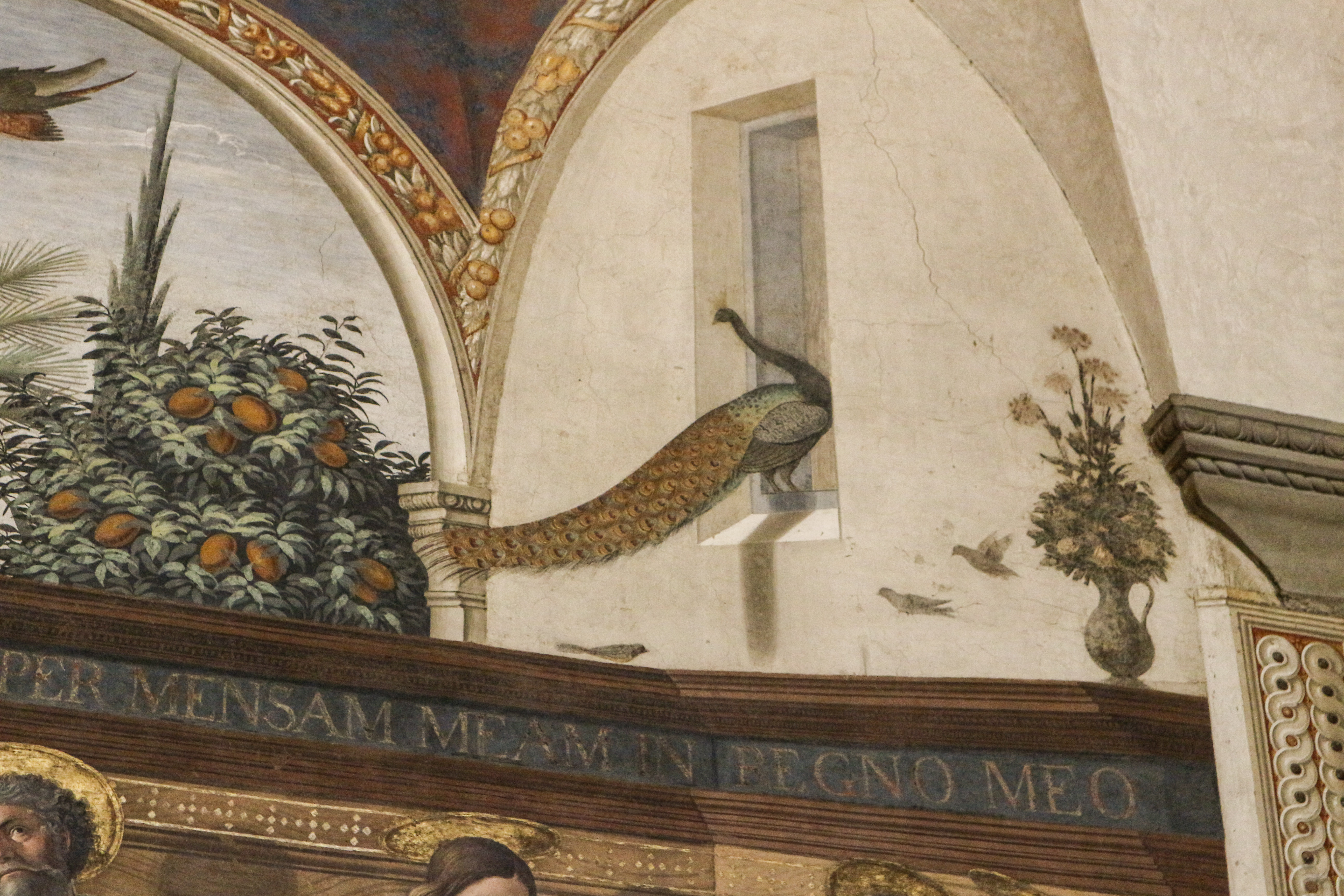
Détail du paon

Sur la table sont alignés des flacons en verre avec de l'eau et du vin, des verres, des tasses, des couteaux, du pain, des fromages et divers fruits, notamment des cerises, qui par leur couleur rouge rappellent symboliquement le sang de la Passion ; la nappe est une nappe pérugine, selon le prof. Walter Bombe, représentée au revers pour mieux mettre en valeur les détails du décor, semblable à d'innombrables exemplaires qui portent la même iconographie (portes fortifiées et oiseaux, d'inspiration byzantine). Les virtuosités sont nombreuses, comme la vision des mains des apôtres au-delà du verre de la carafe, ou les relents de réalisme extrême, comme le cercle rouge résiduel du vin bu dans les verres vidés. Remarquable est la broderie de la nappe aux extrémités, d'origine exotique.
L'inscription qui court au dos et au-dessus des têtes des apôtres se lit comme suit : Ego dispono vobis sicut disposuit mihi pater meus regnum ut edatis et bibatis super mensam meam in regno meo (je vous prépare le royaume comme mon père me l'a préparé pour manger et boire à ma table dans mon royaume), expression également utilisée pendant la messe, qui fait allusion à la transmigration dans le Royaume des Cieux. Au-delà, on peut voir un jardin similaire à celui d'Ognissanti, mais plus schématique, avec des arbres fruitiers, des cyprès et un palmier, symbole du martyre. Parmi les oiseaux en vol, on voit deux couples voler ensemble, symbole de cycles naturels qui se renouvellent, et un paon, symbole d'immortalité. Deux vases à fleurs faisant référence à la symbolique mariale (lys, roses) ornent les côtés des lunettes.
Par rapport à la fresque d'Ognissanti, les correspondances manquent entre la lumière réelle et la lumière du tableau, qui reprend le schéma, bien que l'éclairage, dans ce cas, provienne du mur opposé au lieu des côtés.
Dans la partie centrale, où se rejoignent les deux arcs de la voûte, un petit crucifix était représenté, selon la tradition bien établie de combinaison des scènes de la Passion avec la représentation de la Cène.